# Rita Deneve

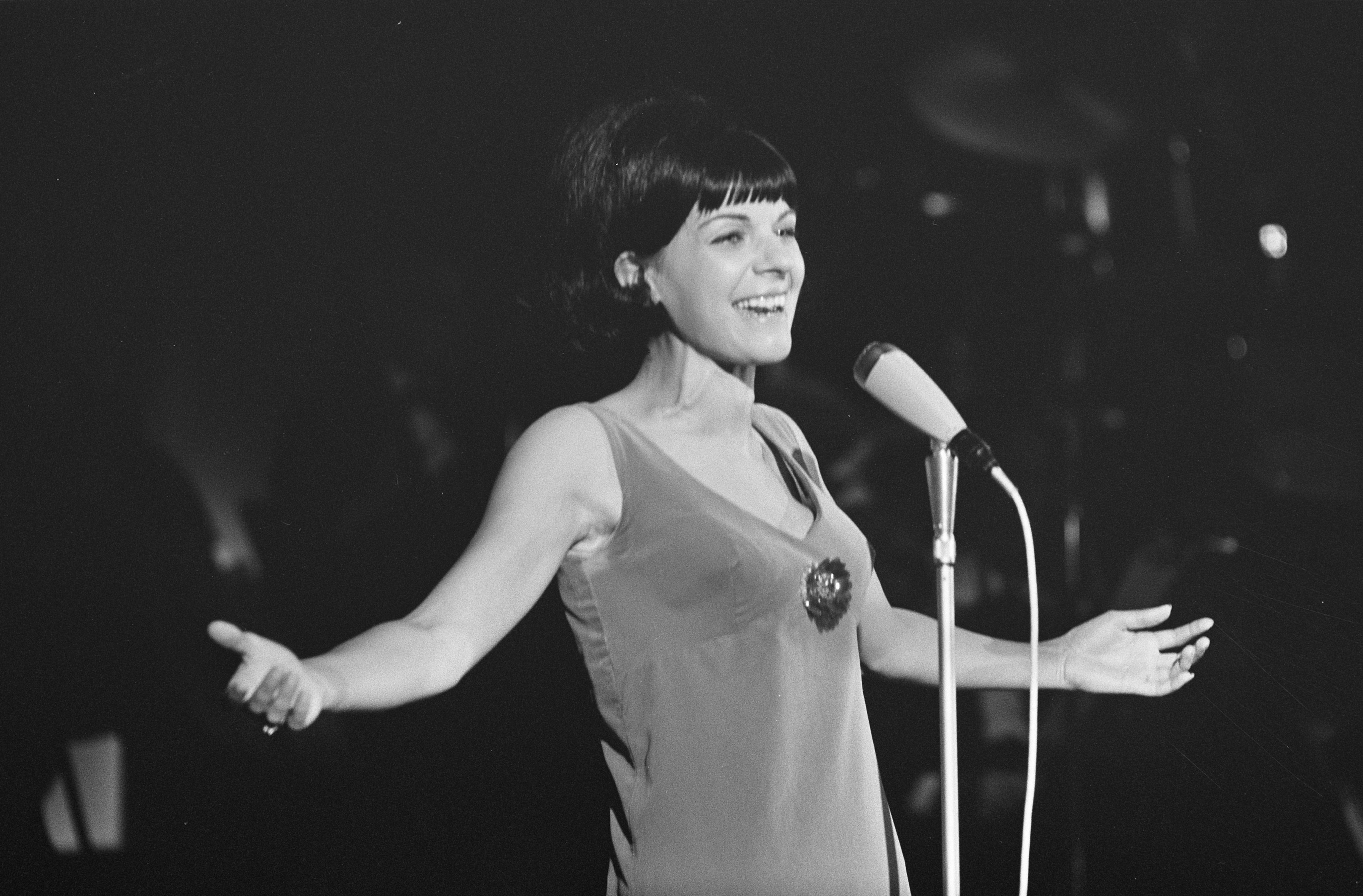
Rita Deneve im Finale von Singing Europe '69 im Kurhaus von Scheveningen, Juli 1969.

Rita Deneve (* 6. Dezember 1944 in Liedekerke, Provinz Flämisch-Brabant; † 31. Januar 2018 in Mechelen, Provinz Antwerpen) war eine belgische Schlager-Sängerin der 1960er und 1970er Jahre. Sie ist vor allem für ihren Hit De allereerste keer (1971) bekannt. 

## Biografie
Rita Deneve begann ihre Gesangskarriere 1961 und veröffentlichte ihre ersten beiden Singles unter dem Künstlernamen Rita Dee. 1965 gewann sie den Talentwettbewerb Ontdek de ster („Entdecke den Stern“) der belgischen Rundfunkanstalt VRT (damals BRT). Im Juli 1966 war sie im belgischen Teilnehmerteam für das Songfestival von Knokke, was gegen das britische Team um Engelbert Humperdinck unterlag. 1969 kam Deneve in Scheveningen ins Finale des Gesangswettbewerbs Singing Europe '69. 
Rita Deneve trat in ihrer Karriere mehrmals erfolglos beim belgischen Vorentscheid für den Eurovision Song Contest an, 1967 mit De eerste kus (null Punkte), 1973 mit Vrede voor iedereen (zwei Punkte) und Ga met me mee (null Punkte) und 1975 mit Dans dans mama (727 Punkte, Platz 6 von 10). 
Neben vereinzelten Singles auf Englisch und Französisch nahm Deneve den Großteil ihrer Aufnahmen in der Belgisch-Niederländischen Sprache auf, darunter erfolgreiche Singles wie Olé oké (1969), Aan 't meer van Lugano (1970) oder ihr bis heute bekanntestes Lied, De allereerste keer (1971), eine Coverversion von Giramondo, einem 1967 erschienenen Titel der italienischen Sängerin Nicola Di Bari. Deneves Version wurde vielfach gecovert, unter anderem 2005 von Nicole & Hugo und 2007 von Laura Lynn. 
Ihre Popularität wurde so groß, dass sie am 22. Januar 1972 zur Ehrenbürgerin ihrer Heimatstadt Liedekerke ernannt wurde. 
Nachdem ihre Gesangskarriere Ende der 1970er Jahre abflaute, wurde Deneve Dozentin am Hoger Instituut voor Dramatische Kunst in Antwerpen. 1990 erschien mit Vakantie eine erfolglose Comeback-Single. Im Februar 1993 gehörte Deneve zur Jury von Eurosong, dem belgischen Vorentscheid für den Eurovision Song Contest. 
Hinzu kamen gelegentliche Gastrollen als Schauspielerin, darunter 1993 in dem Film De laatste vriend (Regie: Paul Amand) und Ende der 1990er eine kleine Rolle in der Serie Slisse & Cesar auf VTM. 
Am 13. Mai 2015 bekam Rita Deneve eine Auszeichnung für ihr Lebenswerk bei der elften Ausgabe der Golden Lifetime Awards in Aarschot. 
Rita Deneve starb am 31. Januar 2018 im Alter von 73 Jahren an den Folgen einer Krebserkrankung.

## Diskografie

### Studioalben
- 1969: Rita Deneve (Palette MPB-3288)
- 1971: Rita Deneve zingt voor jou… (Karussell 2431 119)
- 1973: Rita Deneve (Decca 790/193.512-X)
- 1973: Rita Deneve (Palette 2341 013)

### Singles
- 1962: "Gee! It's Great To Be Young" / "Let Me Walk With You" (Electrola E 22 212) – als Rita Dee
- 1964: "Il viendra... le garçon que j'attends" / "Ne crois pas qu'avec moi" (Will Records 566) – als Rita Dee
- 1967: "De eerste kus" / "Er is toch altijd ergens iemand" (Palette PB 25682)
- 1968: "Jouw naam" / "'T verlangen naar jou" (Palette PB 25740)
- 1968: "Dank zij jou" / "Geen zin om uit te gaan" (Decca 23.678)
- 1968: "Mijlen van mijn hart" / "Juanita Jones" (Palette PB 25.815)
- 1968: "Blijf toch bij mij" / "'T leven is geen groom" (Palette PB 25883)
- 1969: "Olé oké" / "Op een zomerdag" (Palette PB 27.003)
- 1969: "Dans de hele nacht" / "Er is iemand" (Palette PB 27.037)
- 1970: "Aan 't meer van Lugano" / "Hoor de fanfare" (Palette PB 27.055)
- 1970: "Maar met vlaamse meisjes…" / "Het geluk met jou" (Palette PB 27.077)
- 1971: "Het vuur van de liefde" / "Amore" (Polydor 2021 029)
- 1971: "De allereerste keer" / "Tranen" (Palette PAL 7434)
- 1971: "Ik wil een man" / "Zonder jou" (Palette 2021 019)
- 1972: "Veel bittere tranen" / "Liefdeslied voor een eenzaam hart" (Palette 2021 038)
- 1972: "Oh, la la ('k heb mijn hart verloren)" / "Ga nooit van me weg" (Palette 2021 041)
- 1973: "Allowed to Cry" / "If You're Going Away" (Decca 95-23.973 X)
- 1973: "Ah! Ah! Ah!" / "Ik ben voor jou geboren" (Palette 2021 053)
- 1973: "Zomerdromen" / "Wie danst vannacht met mij?" (Decca 23.970 X)
- 1973: "Vrede voor iedereen" / "Ga met me mee" (Decca 23.968 X)
- 1974: "Ik ben het meisje" / "Maar niet met mij Alexander" (Decca 23.978 X)
- 1975: "Blijf toch bij mij" / "Zonder jou" (International Bestseller Company 4C 006-96799)
- 1975: "Dance Dance Mama" / "Iedere nacht" (Philips 6021 126)
- 1975: "Arrividerci Napoli" / "Ben je vergeten (dat ik van je hou)" (Decibel Records DB.45.75.2)
- 1977: "Ciao Adieu Auf Wiedersehen" / "Herbstwind" (Polydor 2040 167)
- 1977: "Ciao Adieu Auf Wiedersehen" / "L'important c'est d'aimer" (Monopole S. 600)
- 1978: "Norman" / "I Am Sorry" (Pany Records PR 065)
- 1979: "I Know" / "Something Bad on My Mind" (Panky Records 073)
- 1980: "The French Song" / "Say When" (Panky Records 082)
- 1982: "De allereerste keer" / "Blijf toch bij mij" (Palette 104.746)
- 1990: "Vakantie" / "Vakantie (Instrumental)" (Roses Records RR 9007)

### Compilations
- 1996: Terugblik (BMG Ariola Belgium 74321 344472)
- 2001: Rita Deneve (AMC 55.313)